# Dong Nai
Dong Nai (vietnamsky Đồng Nai) je řeka na jihu Vietnamu. Je dlouhá 586 km.

## Průběh toku
Na horním toku protéká vrchovinou Ziling a na dolním Kambodžskou rovinou. Ústí do Jihočínského moře, přičemž vytváří deltu.

## Vodní stav
Nejvyššího vodního stavu dosahuje na podzim a v zimě.

## Využití
Voda se využívá na zavlažování a to především pro potřeby pěstování rýže. Na dolním toku je možná vodní doprava.